# هیرویاسو ایباتا
هیرویاسو ایباتا (انگلیسی: Hiroyasu Ibata؛ زادهٔ ۲۵ ژوئن ۱۹۷۴) بازیکن فوتبال اهل ژاپن است.
از باشگاه‌هایی که در آن بازی کرده‌است می‌توان به باشگاه فوتبال جف یونایتد ایچیهارا چیبا و باشگاه فوتبال ناگویا گرامپوس اشاره کرد.